# Реквієм (Скорик)
Реквієм — духовний твір Мирослава Скорика для хору без супроводу, написаний в 1999 року, в початковій редакції 1998 року називався «Заупокійна». Вперше виконаний у Львові на п'ятому Міжнародному фестивалі сучасної музики «Контрасти» камерним хором «Глорія» (керівник Володимир Сивохіп).

## Структура
- повільний вступ «Святий Боже»,
- «Отче наш»,
- Єктенія «Господи, упокой душу раби Твоєї»,
- «Псалом 90»,
- «Святий Боже» і «Блаженні непорочні»,
- «Псалом 50»,
- «Чи житейська насолода»,
- «Отче наш»,
- кода «Вічная пам'ять».